# Elettra Pollastrini
Elettra Pollastrini (Rieti, 15 luglio 1908 – Rieti, 2 febbraio 1990) è stata una politica italiana, ricordata per essere stata una delle 21 donne elette all'Assemblea costituente italiana.

## Biografia
Nacque in una famiglia antifascista che nel 1934 fu costretta ad espatriare in Francia.
Fin da giovanissima si professò comunista e durante la Guerra civile spagnola andò nel paese iberico a combattere contro il franchismo, a fianco delle Brigate Internazionali.
Tornata in Francia fu arrestata e incarcerata nella prigione femminile di Aichach, dove rimase fino al termine della Seconda guerra mondiale.
Rientrata in Italia, nel 1946 fu eletta nell'Assemblea Costituente nel Gruppo Comunista. Fu poi rieletta Deputata nella I e II Legislatura nelle file del PCI.